# Sandrini
Alexandre Pesinato (São Paulo, 25 de outubro de 1936 - São José do Rio Pardo, 4 de maio de 2006), conhecido por seu nome artístico Alexandre Sandrini ou apenas Sandrini, foi um produtor, ator e humorista brasileiro.
Atuou em produções da TV Tupi, como Anjos do Brooklin, Os Intocáveis e Moral em concordata, mas sua atuação mais relevante foi como integrante do programa de comédia-pastelão Os Pankekas, como o personagem Mexilin, entre 1978 e 1979.
Ainda em 1979, com o trio Os Pankekas, Sandrini estrelou o filme Os Pankekas e o Calhambeque de Ouro.
Em paralelo, Sandrini dirigiu, produziu e atuou em filmes eróticos de baixo orçamento, como as famosas produções da Boca do Lixo.

## Filmografia
Televisão
| Ano       | Obra               | Personagem   |
| --------- | ------------------ | ------------ |
| 1972      | Signo da esperança | Sucupira     |
| 1977      | O Espantalho       | Quico Mendes |
| 1978-1979 | Os Pankekas        | Mexilin      |

Cinema
| Ano  | Obra                                | Personagem                |
| ---- | ----------------------------------- | ------------------------- |
| 1968 | O Pequeno Mundo de Marcos           | Sem informações           |
| 1979 | Os Pankekas e o Calhambeque de Ouro | Mexilin                   |
| 1979 | Maníacos por meninas virgens        | Atuou também como diretor |